# Cerneșciîna, Dîkanka
Cerneșciîna (în ucraineană Чернещина) este un sat în comuna Ordanivka din raionul Dîkanka, regiunea Poltava, Ucraina.

## Demografie
Componența lingvistică a localității Cerneșciîna
     Ucraineană (89,49%)
     Rusă (6,88%)
     Română (2,17%)
     Alte limbi (0,36%)
Conform recensământului din 2001, majoritatea populației localității Cerneșciîna era vorbitoare de ucraineană (89,49%), existând în minoritate și vorbitori de rusă (6,88%) și română (2,17%).